# Theridula casas
Theridula casas là một loài nhện trong họ Theridiidae.
Loài này thuộc chi Theridula. Theridula casas được Herbert Walter Levi miêu tả năm 1954.